# Марюм
Марюм (нід. Marum, нід. вимова: [ˈmaːrʏm] ( прослухати)) — село в нідерландській провінції Гронінген. Мало статус окремого муніципалітету до 1 січня 2019 року, відколи увійшло до складу новоствореного муніципалітету Вестерквартір.
Його площа становить 43,58км², а населення станом на 2021 рік складало 8 125 осіб.
Перша згадка про населений пункт датується 1385 роком.

## Галерея

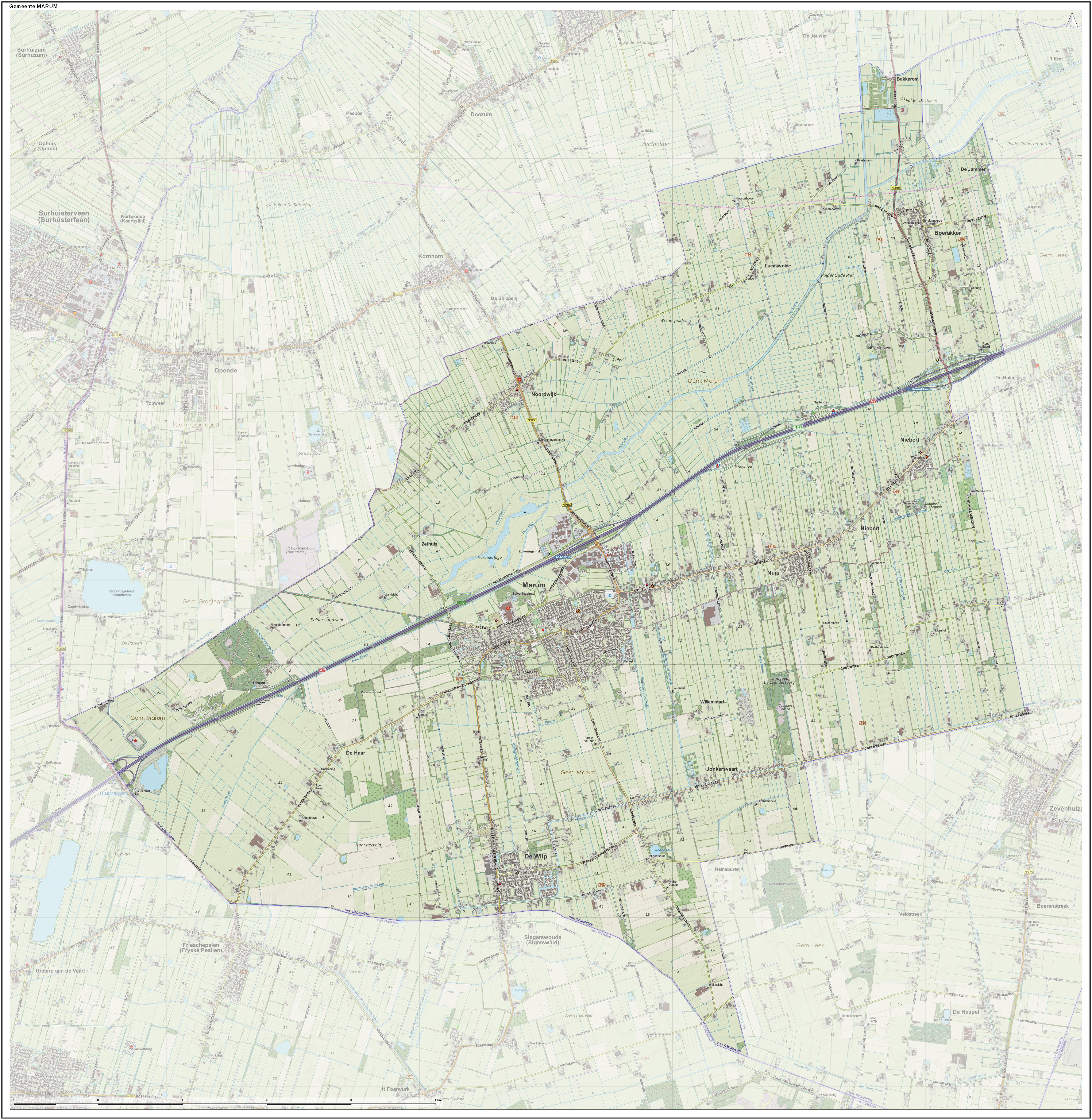
Топографічна карта муніципалітету Марюм, червня 2015
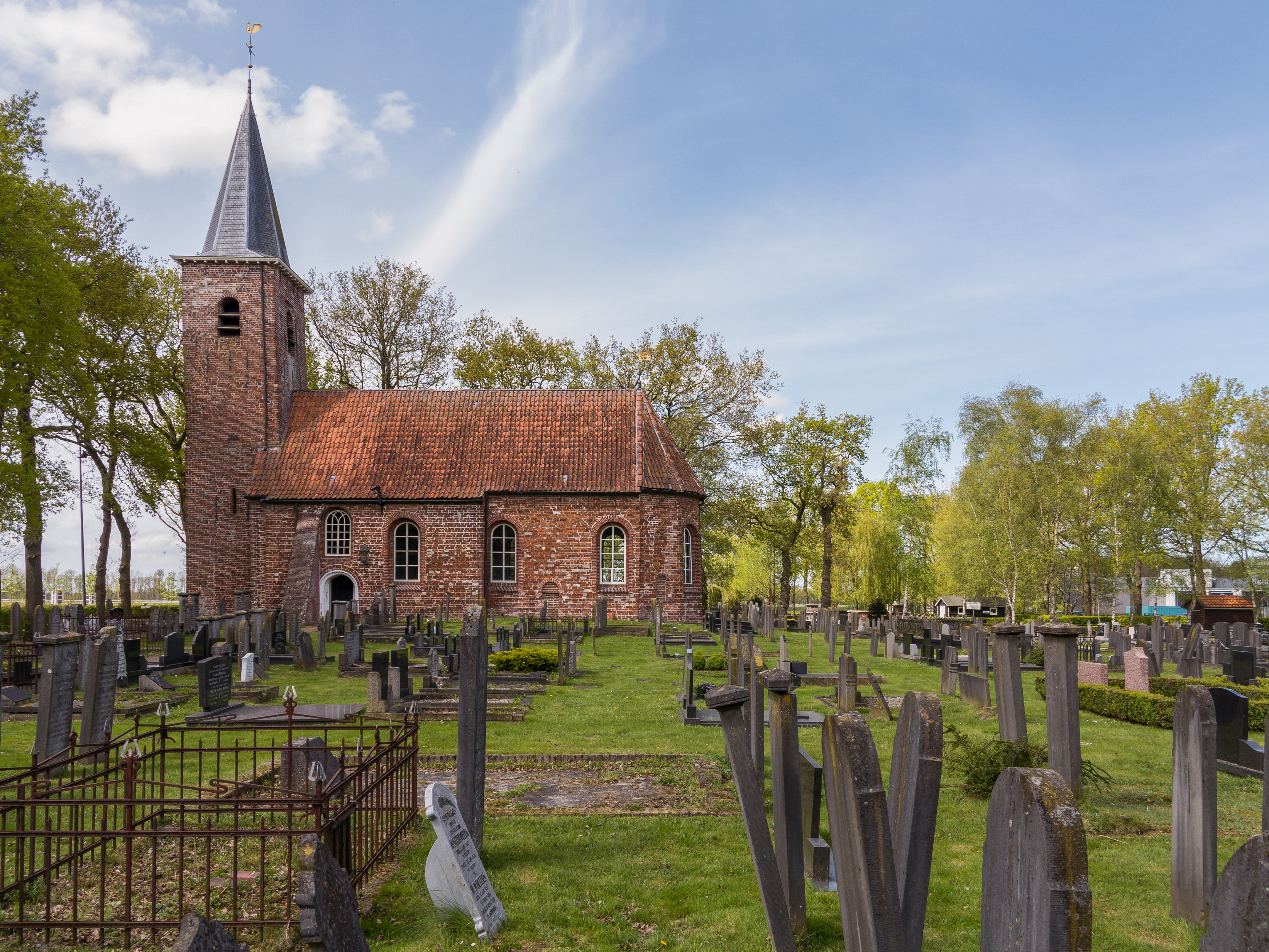
Рефомистська церква
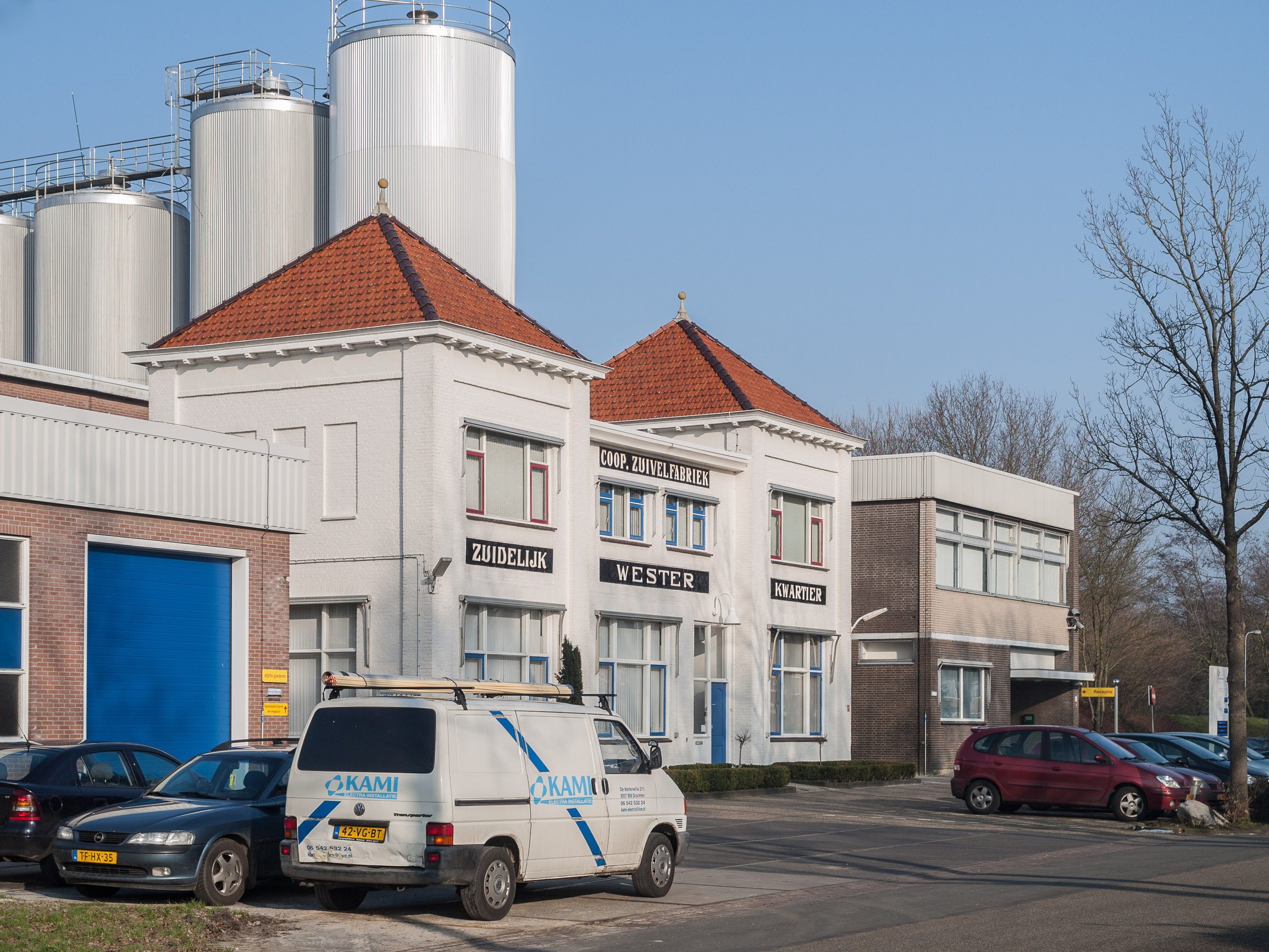
Молочна фабрика
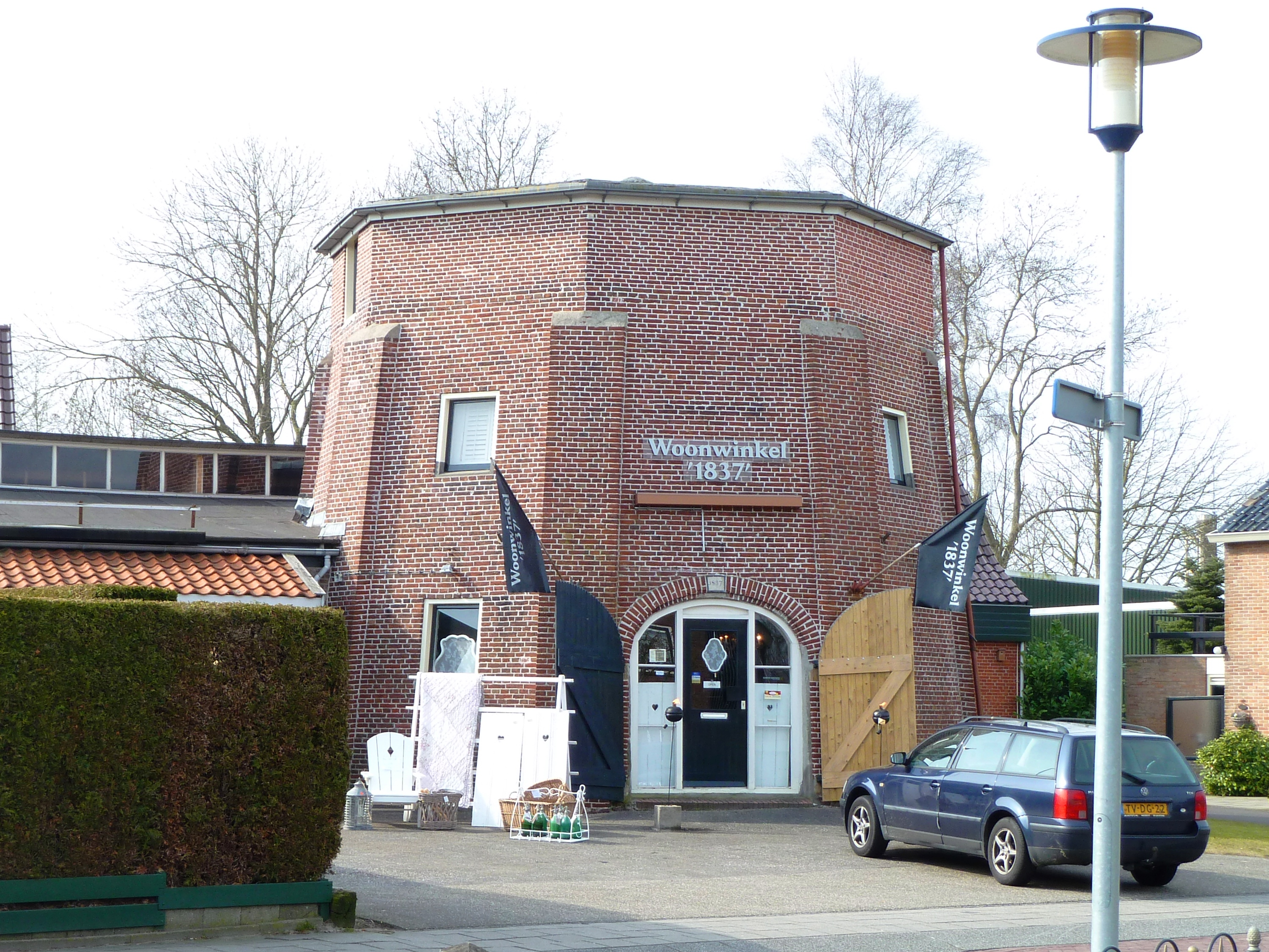
Залишки колишнього вітряка